# Ticiane Santa Rita
Ticiane Henriques Santa Rita (Japoatã, 1990) é uma cientista e pesquisadora premiada nacional e internacionalmente, biomédica e bióloga molecular brasileira. Ganhou prêmios por pesquisas para a elaboração de testes para a detecção de arboviroses e para a automação de detecção de mutações genéticas. Desde 2010, realiza pesquisas voltadas para biologia molecular. Já para o coronavírus atuou no desenvolvimento de um teste RT-PCR para detecção do vírus mesmo antes do vírus chegar ao Brasil.
Ticiane é responsável por criar o teste do diagnóstico que diferencia dengue, da zika e do chikungunya no mesmo ensaio. E também reconhecida por criar um exame de DNA que perite acusar a paternidade de um feto masculino a partir do sangue da mãe. Além disso, ela foi uma das cientistas envolvidas no mapeamento do genoma da Covid 19.

## Percurso

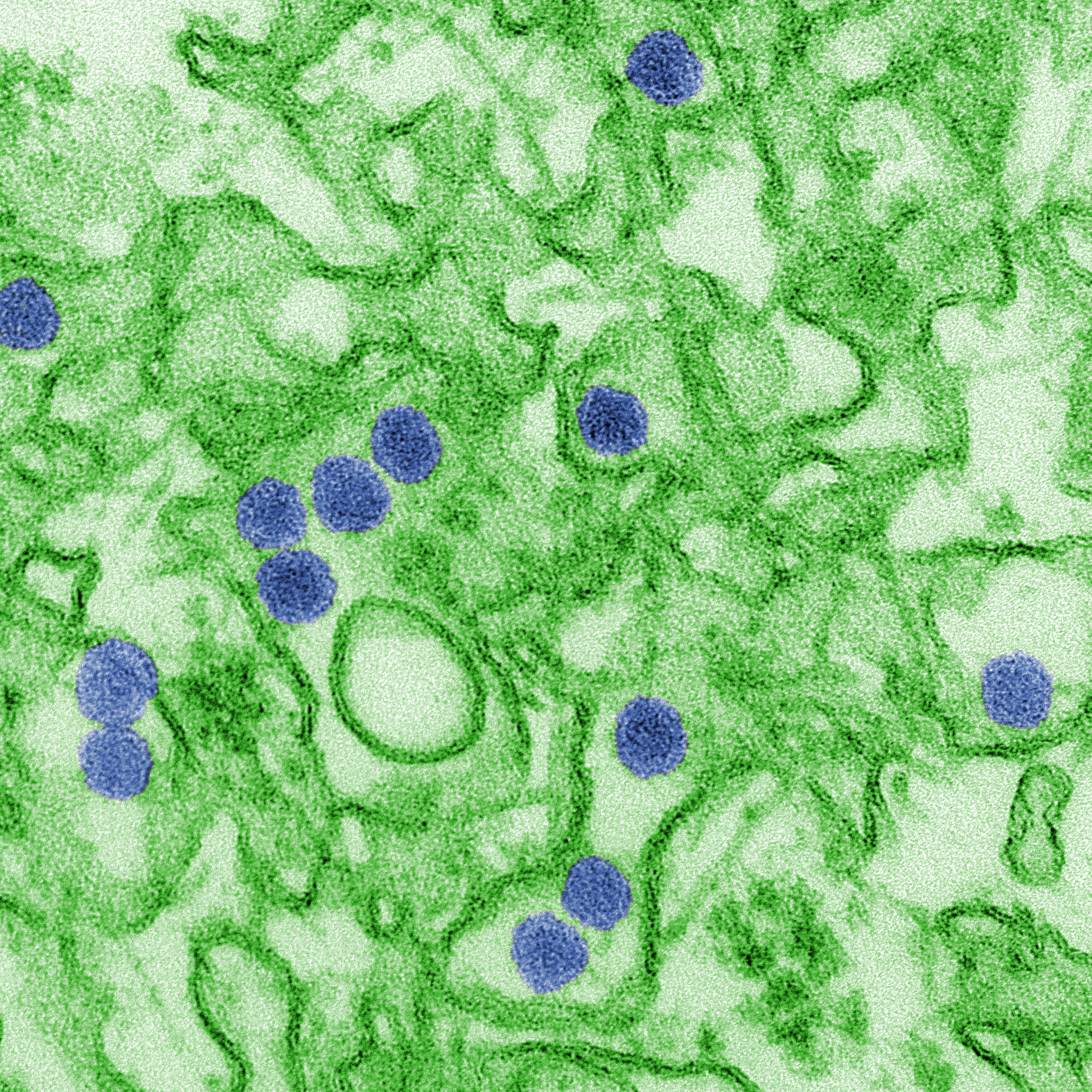
Vírus Zika

Ticiane graduou-se em Biomedicina em 2011 pela Universidade Tiradentes em Sergipe. Durante a graduação foi bolsista do Instituto de Tecnologia e Pesquisa, quando teve o primeiro contato com a pesquisa científica. Fez estágios extra curriculares, por três anos, nas áreas laboratorial e hospitalar, imagenologia e Medicina Nuclear.  O foco inicial do Estágio Supervisionado II, era na área de Medicina Nuclear, por isso procurou estágio fora do Estado pois queria vivenciar novas experiências, no entanto, não teve retorno das clínicas. Em 2013 tirou seu mestrado e formou-se doutora em 2018 em Ciências da Saúde pela Universidade de Brasília (UnB). Tornou-se pesquisadora do setor Pesquisa & Desenvolvimento do Laboratório Sabin onde desenvolve ensaios moleculares e executa pesquisas nas áreas de Patologia Molecular e Ciências Forenses.

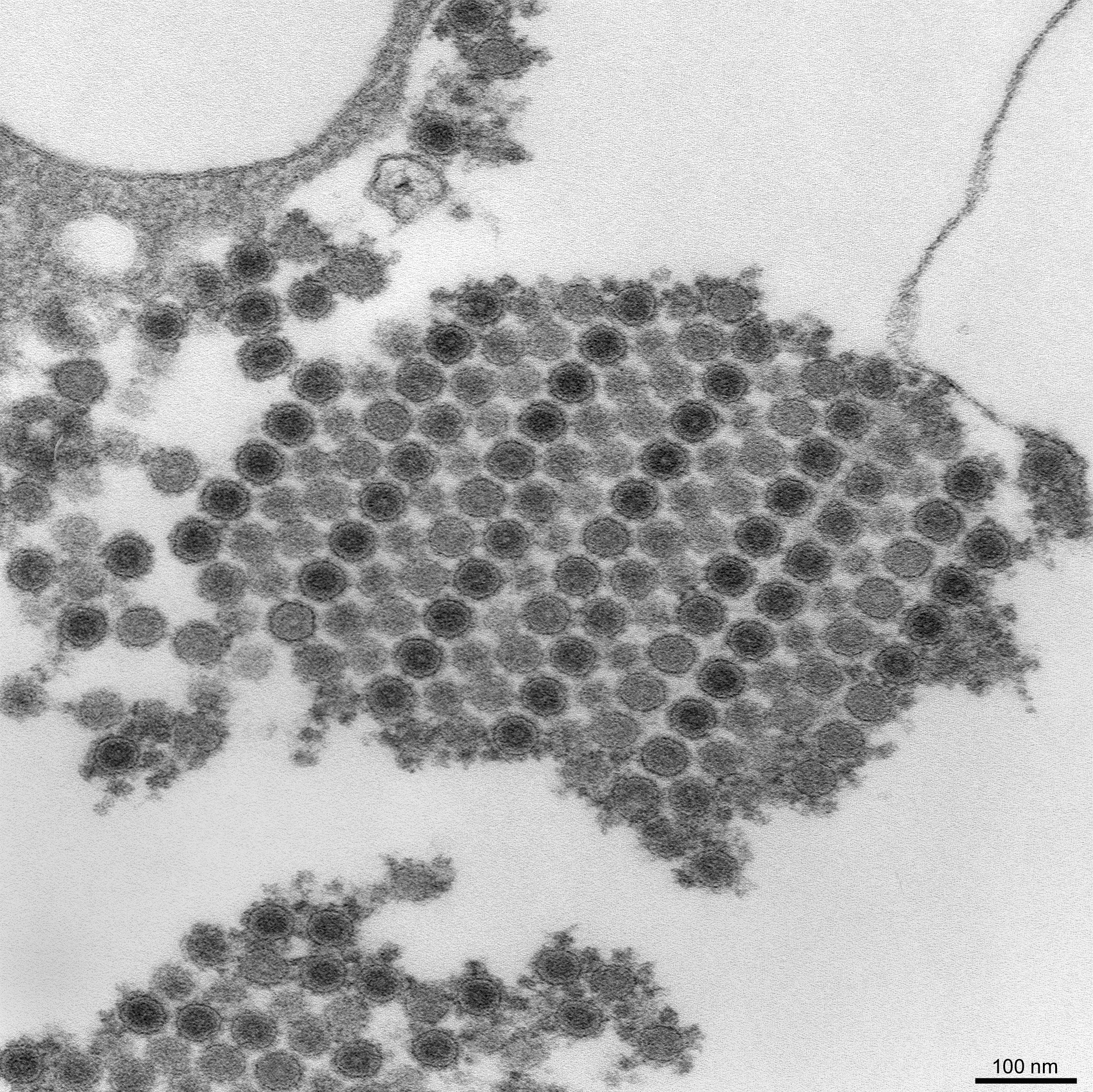
Vírus Chikungunya

Quando Ticiane iniciou sua trajetória no laboratório Albert Sabin em 2012, a área de pesquisa ainda não estava tão bem estruturada. Contudo, dois anos depois, em 2014, ela foi premiada no Congresso Internacional DNA in Forensics pela criação de um exame que a partir do sangue da mãe permite identificar a paternidade de um feto masculino.
Desde 2016, com o surto dos vírus da zika, dengue e chikungunya no Brasil, ela trabalhou no desenvolvimento de exames moleculares para doenças emergentes de modo geral, o que a levou a desenvolver um teste que diferencia essas três doenças transmitidas por mosquito, que provocam doenças com sintomas parecidos e um diagnóstico até então muitas vezes baseado em palpite.
Em 2018, ela foi premiada no maior e mais importante congresso de medicina laboratorial do mundo, o encontro anual da American Association for Clinical Chemistry (AACC). Ela ganhou o reconhecimento de jovem cientista, da divisão de patologia molecular, por seu trabalho sobre automação completa da detecção de sete mutações clinicamente relevantes em um único processo laboratorial. Assim, sete testes distintos são processados simultaneamente, tendo suas rotinas unificadas como se fossem um único exame. Pela pesquisa, todo o processo está integrado ao sistema de informação laboratorial, dispensando digitação dos dados dos pacientes a serem analisados, permitindo o uso da amostra primária, evitando manipulação e o preparo de alíquotas, além da rastreabilidade de todos os consumíveis e reagentes utilizados, com liberação automática para o paciente após aprovação da rotina. Isso garante qualidade e segurança para o paciente e torna o diagnóstico molecular um setor maduro na análises clínicas, com rotinas multi-analitos assemelhando-se a imunologia e bioquímica.
A Dr. Ticiane Santa Rita também foi, em 2020, uma das três pesquisadoras envolvidas no trabalho de mapeamento do genoma da Covid-19. O grupo do qual ela faz parte foi pioneiro em mapear o material genético do Sars-Cov-2 no Brasil.  O procedimento foi possível depois de obter a concordância de um paciente infectado – que havia feito o teste em uma unidade do laboratório Sabin em Brasília – e disponibilizar a amostra para os pesquisadores da Universidade de Brasília (UnB). Além disso, ela atuou no desenvolvimento de um teste RT-PCR para detecção da Covid-19. 

## Prêmios e reconhecimento
- 2014: Prêmio  do Congresso Internacional DNA in Forensics
- 2018: Prêmio Jovem Cientista do AACC – Annual Meeting & Clinical Lab Expo 2018, da American Association for Clinical Chemistry.[6]
- 2020: Prêmio do AACC – Annual Meeting & Clinical Lab Expo 2018, da American Association for Clinical Chemistry.[10]